# Portes de Bernward

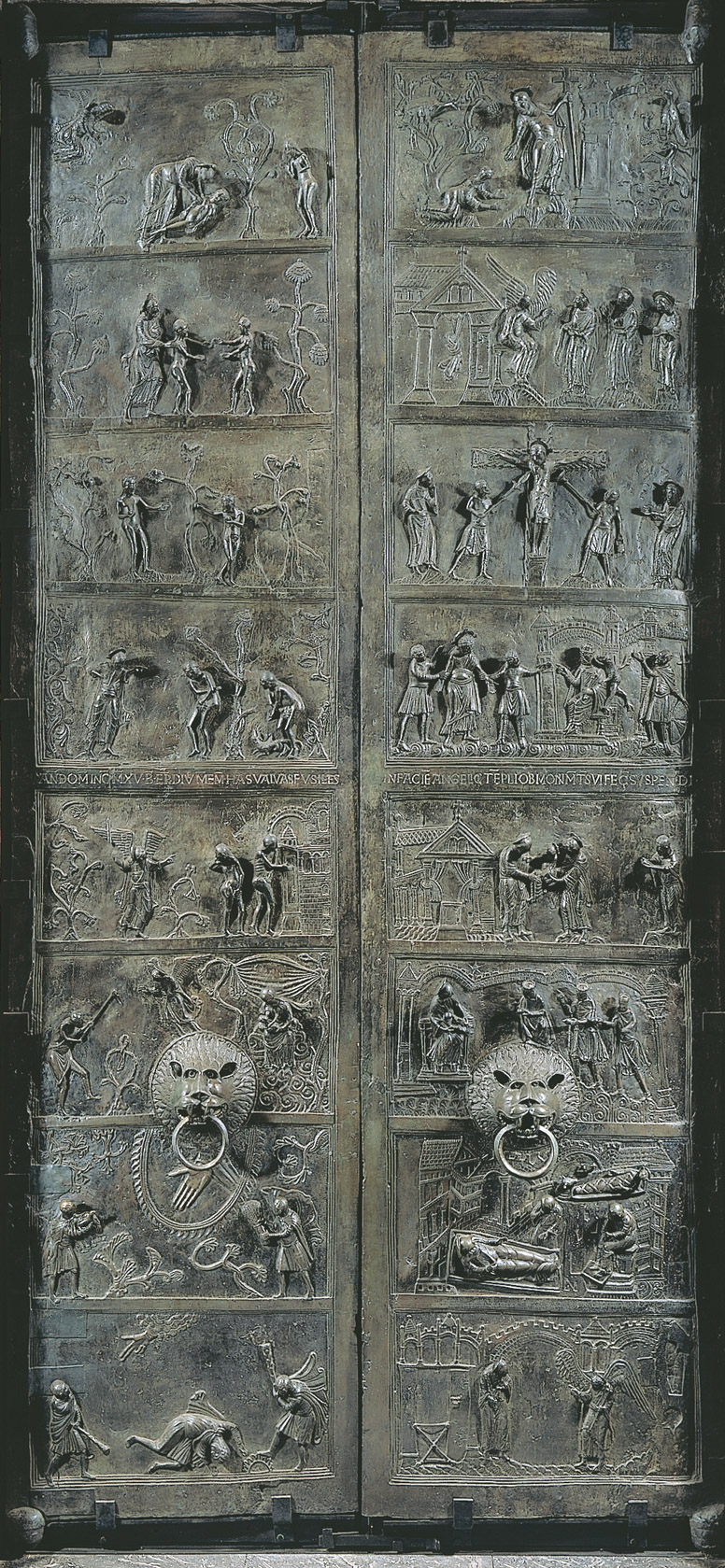
Portes de Bernward.

Les portes de Bernward sont les deux battants d'une même porte en bronze située à l'intérieur du massif occidental de la cathédrale de Hildesheim (Basse-Saxe), et précisément datée de 1015 par son inscription de dédicace.
Leurs riches scènes en relief de la Genèse et de la Passion qui se font face sont considérées comme l'une des plus anciennes séries d'images de l'art allemand et un chef-d’œuvre de l'art ottonien, faisant le lien en quelque sorte entre art carolingien et art roman du XIe siècle.
Elles doivent leur nom à l'évêque Bernward de Hildesheim qui les fit réaliser pour l'abbatiale Saint-Michel de Hildesheim. Le successeur de ce dernier, Gothard, les fit déplacer dès 1035 vers la cathédrale Sainte-Marie, où elles se trouvent encore aujourd'hui. 
Leur emplacement d'origine exact dans le massif occidental n'est pas connu ; elles sont depuis 2014 (travaux de restauration de la cathédrale correspondant à leur 1000e anniversaire) présentées de façon qu'on puisse facilement tourner autour d'elles. Elles représentaient peut-être au Moyen Âge une porta salutis, puisque leur thème est celui du rachat du péché originel par le sacrifice du Christ au profit du salut de l'humanité.

## Histoire
Les portes sont les témoins, avec la colonne du Christ ou colonne de Bernward conservée dans la même cathédrale et provenant de Saint-Michel, du prestige des commandes artistiques de l'évêque Bernward au sein de son puissant évêché, au cœur du royaume de Saxe, base politique de la dynastie des empereurs ottoniens. Une inscription latine sur le chambranle au milieu de la porte inscrite à l'époque de l'évêque Bernward indique 1015 comme la date de conception de ces portes :  
"AN[NO] DOM[INICE] INC[ARNATIONIS] M XV B[ERNVARDVS] EP[ISCOPVS] DIVE MEM[ORIE] HAS VALVAS FVSILES IN FACIE[M] ANGELICI TE[M]PLI OB MONIM[EN]T[VM] SVI FEC[IT] SVSPENDI"
« En l'an de notre Seigneur 1015, l'évêque Bernward – que sa mémoire soit bénie - a fait fondre ces panneaux de portes moulés à l'image du temple des anges, pour son souvenir. »
Le temple des anges ferait référence à saint L'archange Michel auquel Bernward vouait un culte. Selon certaines hypothèses, les portes ne se seraient pas situées primitivement dans le portail occidental actuel, qui date de son successeur Gothard de Hildesheim mais pour une chapelle dont les fondations ont été révélées par des fouilles. Mais il faut mentionner que durant le XIe siècle, la cathédrale subit de nombreuses modifications, de même qu'au moment de la restauration de 1842-1850 et la reconstruction presque totale après la Seconde Guerre mondiale qui avait particulièrement ruiné les parties occidentales.
Les portes en bronze ont échappé aux bombardements de Hildesheim le 22 mars 1945 car le chapitre de religieux a demandé de les enlever pour les protéger avec d'autres œuvres d'art de la cathédrale trois ans plus tôt et entreposées dans un souterrain du centre-ville proche du lieu, une opération salvatrice mais complexe en raison du poids des portes.

## Corrélation des scènes
Pour comprendre le parallélisme entre les panneaux des portes de gauche et de droite, il faut entrer dans l'esprit médiéval, avec sa lecture typologique de l'Ancien Testament selon la révélation du Nouveau Testament (concordantia veteris et novi testamenti - harmonie de l'Ancien et du Nouveau Testament). Les concordances typologiques présentées sur les portes de Bernward s'appuient pour l'essentiel sur les écrits théologiques des Pères de l'Église, en particulier de saint Augustin.
| Porte de gauche (Livre de la Genèse)                      | Porte droite (Vie de Jésus)           | Connexion typologique |
| --------------------------------------------------------- | ------------------------------------- | --- |
| Dieu donne vie à Adam ; Adam rend hommage à Dieu le Père. | Noli me tangere / Ascension de Jésus  | La création d'Adam préfigure la Résurrection du Christ. |
| Rencontre d'Adam et Ève.                                  | Les femmes au tombeau.                | Adam et Ève correspondent au Christ et aux Femmes au tombeau, interprétées au sens figuré comme les "Épouses du Christ".                                                             |
| Chute de l'homme.                                         | Crucifixion de Jésus                  | La Chute est à l'origine du péché originel, rédempté par la mort sacrificielle de Christ sur la Croix (1 Corinthiens 15:22).                                                         |
| Interrogatoire et condamnation d'Adam et Ève.             | Jésus interrogé par Hérode et Pilate. | Alors que le bannissement d'Adam et Ève marque le début d'un monde pécheur, la condamnation du Christ apporte le salut par le sacrifice sur la Croix.                                |
| Expulsion du paradis.                                     | Présentation de Jésus au Temple       | Alors qu'Adam et Ève sont chassés de la "Maison de Dieu" en raison de leur état de pécheurs, Christ trace le chemin du paradis pour ses disciples lors de sa présentation au Temple. |
| Vie d'Adam et Ève sur terre.                              | Adoration des mages.                  | Marie l'emporte sur la désobéissance d'Ève par sa propre obéissance à Dieu. |
| Sacrifices de Cain et Abel.                               | Nativité du Christ.                   | L'agneau sacrifié par Abel fait référence à l'Incarnation de Dieu en tant que Christ et à sa pureté divine.                                                                          |
| Cain tue Abel.                                            | Annonciation.                         | Le meurtre du juste Abel préfigure dans son sang la mort de Dieu dans son Incarnation en tant que Christ.                                                                            |

## Techniques et caractéristiques de fabrication
Les portes ont été coulées chacune en une seule pièce. Compte tenu des dimensions (472 x 125 cm pour le battant de gauche, 472 x 114,5 cm pour celui de droite, épaisseur maximale d'environ 3,5 à 4,5 cm) et le poids énorme (chacune d'environ 1,85 tonne), elles représentent un travail considérable. La matière première utilisée pour la coulée du bronze se compose principalement de cuivre (80 %) et à parts égales de plomb, d'étain et de zinc.
Comme pour celles d'Aix-La-Chapelle et de Mayence, on a utilisé le procédé de la cire perdue. Les reliefs en quasi ronde-bosse des scènes rectangulaires ont été reproduits directement sur les moules qui ont été assemblés avant la coulée de métal en fusion de chaque porte, faite d'un seul morceau de métal. Les têtes de lion ont été intégrées en même temps dans le moule.

## Style et composition

### Conception générale
Les portes de Bernward imitent la forme d'un cadre de porte antique. Les cadres entourant les scènes sont assez étroits, à l'image des reliefs ou du Codex Aureus d'Echternach.

### Composition des scènes
La composition de chaque scène est simple et efficace. Contrairement à des représentations de l'art carolingien, les artistes ont renoncé une composition riche où le relief passerait au second plan. Le décor de l'arrière-plan, composé de plantes (principalement sur le vantail de gauche) et d'architectures (principalement sur celui de droite), est exécuté en faible relief et réduit au minimum. Il ne sert qu'à la compréhension de la scène. Grâce à leurs mouvements et leurs gestes expressifs, chaque personnage est lié à un autre, ils perdraient leurs sens si on les prenait isolément.

### Personnages

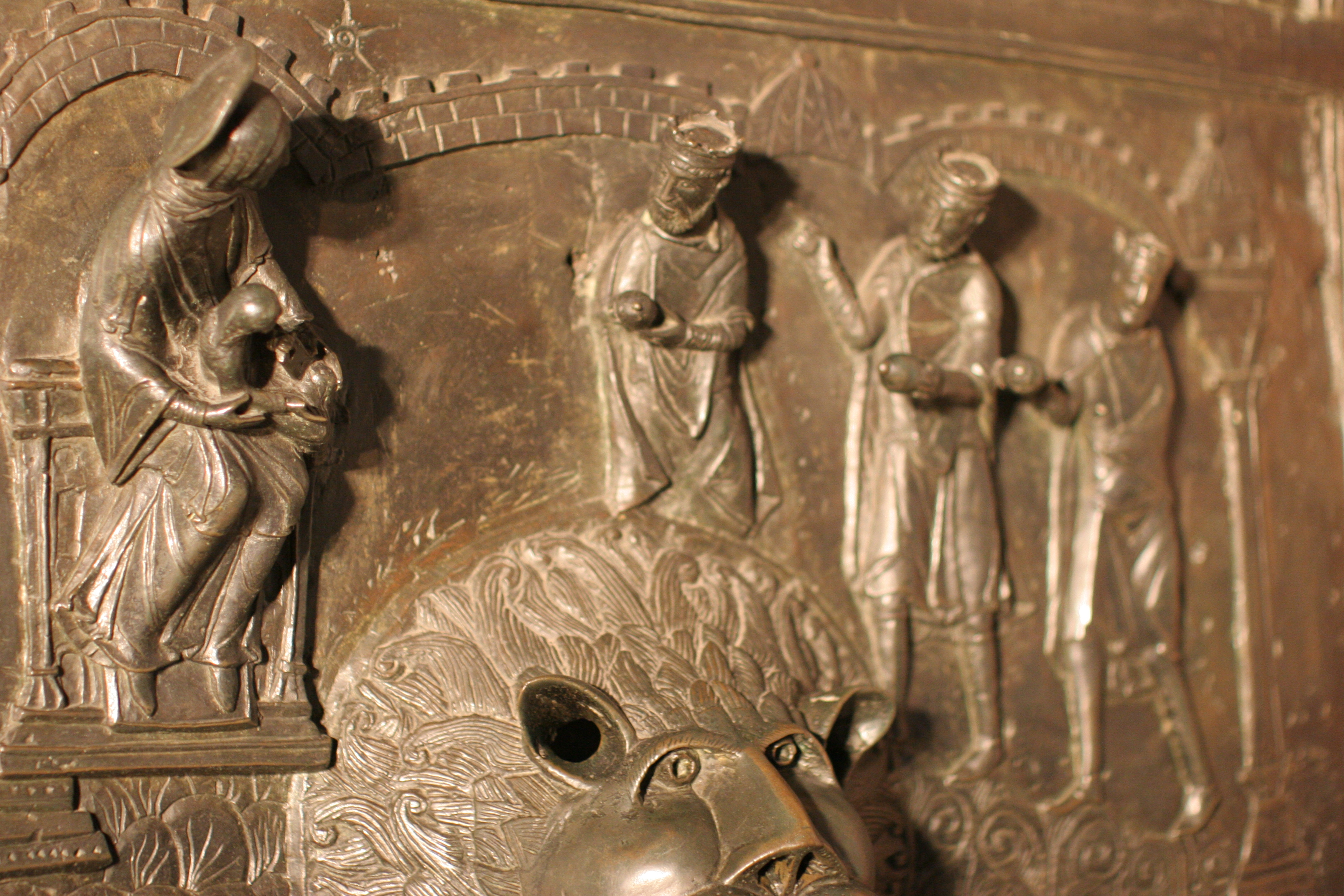
L'Adoration des Rois mages.

Comme souvent dans l'art médiéval, les personnages n'ont pas leurs propres visages, mais la répétition d'un type stylisé. La caractéristique de la sculpture ottonienne est des visages ovales et disproportionnés avec de grands yeux en amande dans des orbites peu profondes, complétées sur le front par des sourcils pointus. Néanmoins les expressions faciales sont parfois très expressives et en accord avec les gestes. Dans ce contexte, la figure de Caïn dans la scène fratricide est  frappante, il regarde avec anxiété, les yeux écarquillés la main de Dieu dans le ciel.
Il n'existe pas de signature d'artiste pour les portes. On peut par ailleurs considérer qu'elles sont l'œuvre d'un atelier collectif.

## Iconographie
Les portes de Bernward racontent l'histoire du salut pour l'Homme suivant la typologie biblique. Les seize panneaux représentent des scènes de l'Ancien Testament (porte de gauche) et du Nouveau Testament (porte de droite). Le vantail de gauche, de haut en bas, montre les débuts de l'Humanité (La Création, La Chute, le Fratricide) ; celui de droite, de bas en haut, l'œuvre rédemptrice du Christ, l'Annonciation faite à Marie, la Nativité, la Passion du Christ et la Résurrection. Cette illustration de plusieurs scènes sur un même support correspond à une pratique de l'enluminure et est reprise aussi pour la colonne de Bernward selon un tout autre système (enroulement selon le principe de la colonne trajane).
Les interprétations s'appuient pour la plupart sur les écrits théologiques des Pères de l'Église, en particulier Saint Augustin.

## Modèles et effets
Des exemples remarquables des pièces monumentales en bronze de cette époque ont été trouvés à la Cathédrale d'Aix-la-Chapelle (environ 800) et à la Cathédrale Saint-Martin de Mayence voulus par l'archevêque Willigis de Mayence en 1009. Toutefois ces portes n'ont pas d'ornementation.
En 1001-1002, Bernward a vécu au Vatican. Sans doute a-t-il voulu reproduire les portes monumentales en bronze à l'entrée de la basilique Saint-Pierre, à l'époque constantinienne, qui étaient aussi illustrées.
Les scènes semblent être inspirées des livres faits à la cour de Charles II le Chauve ou bien de ceux de Tours où Bernward s'est rendu en 1006.
À la suite des portes de Bernward, plusieurs autres portes en bronze sont apparues sans pour autant reproduire leurs saynètes ou en étant en bois avec des panneaux de ce métal, comme les portes en bronze de la cathédrale Notre-Dame d'Augsbourg, ou la porte de Korsoun de la cathédrale Sainte-Sophie de Novgorod.
Pour l'entrée ouest de l'église Saint-Paul de Worms, le sculpteur Lorenz Gedon (de) a créé en 1881 une réplique des portes de Bernward, en ôtant une scène de chaque porte par manque de place.